# Alejandra García
Alejandra García, född 13 juni 1973, är en argentinsk friidrottare. Hon deltog vid olympiska sommarspelen 2000, olympiska sommarspelen 2004 och olympiska sommarspelen 2008.